# Hundsgrün
Hundsgrün ist ein Ortsteil der Gemeinde Eichigt im Vogtlandkreis in Sachsen. 

## Lage
Das Waldhufendorf Hundsgrün liegt nordöstlich des Kernortes Eichigt an den Kreisstraßen K 7840 und K 7850 im Vogtland. Östlich des auf rund 467 m  gelegenen Ortes fließt die Weiße Elster und verläuft die B 92. Aus Hundsgrün führen Straßen nach Ebersbach und zur B 92 Richtung Elstertal.

## Geschichte
Spätestens 1414 wurde Hundsgrün erstmals als Hundczgrune erwähnt. Spätere Nennungen sind Hundisgrune (1417), Hundersgrun (1423), Hundesgrun (1445), Hundißgrune (1460), Hjuntensgrun (1533), Hundtz Grün (1557) und Hundtgrün (1590). Der Ort ist seit jeher nach Oelsnitz gepfarrt. Entsprechend seiner Lage gehörte der Ort zur Pflege Oelsnitz, dem Amt Voigtsberg und 1764 anteilig zum Amt Plauen. Seit der Zeit des Königreichs Sachsen gehörte der Ort zum Gerichtsamt, der Amtshauptmannschaft und dem (Land-)Kreis Oelsnitz, bis dieser 1996 im heutigen Vogtlandkreis aufging. 1542 war Hundsgrün den Pfarren Oelsnitz und Eichigt sowie dem Rittergut Syrau zugehörig. 1764 war es anteilig Amtsdorf und dem Rittergut Kauschwitz untertänig.
Am 1. September 1972 wurde Hundsgrün nach Eichigt eingemeindet.
| Jahr      | 1557                          | 1764                                    | 1834 | 1871 | 1890 | 1910 | 1925 | 1939 | 1946 | 1950 | 1964 |
| --------- | ----------------------------- | --------------------------------------- | ---- | ---- | ---- | ---- | ---- | ---- | ---- | ---- | ---- |
| Einwohner | 13 besessene Mann, 8 Inwohner | 19 besessene Mann, 1 Gärtner, 2 Häusler | 150  | 189  | 231  | 236  | 257  | 285  | 331  | 323  | 270  |

1925 waren 254 Einwohner Lutheraner, zwei Katholiken und einer war andersgläubig.

## Öffentlicher Nahverkehr
Hundsgrün besitzt einen Haltepunkt an der Bahnstrecke Plauen–Cheb, der 800 Meter vom Ort entfernt liegt. Dieser wird im Stundentakt von der RB 2 der Vogtlandbahn auf der Relation Zwickau – Plauen – Cheb bedient.
Die Ortslage wird von der vertakteten RufBus-Linie 56 des Verkehrsverbunds Vogtland mit Oelsnitz und Eichigt verbunden.

## Belege
1. 1 2  Hundsgrün – HOV | ISGV. Abgerufen am 10. Mai 2024.